# Callomelitta turnerorum
Callomelitta turnerorum är en biart som beskrevs av Cockerell 1910. Callomelitta turnerorum ingår i släktet Callomelitta och familjen korttungebin. Inga underarter finns listade.